# Zábiedovo
Zábiedovo (Hongaars: Zábidó) is een Slowaakse gemeente in de regio Žilina, en maakt deel uit van het district Tvrdošín.
Zábiedovo telt 819 inwoners.